# Fahlerde

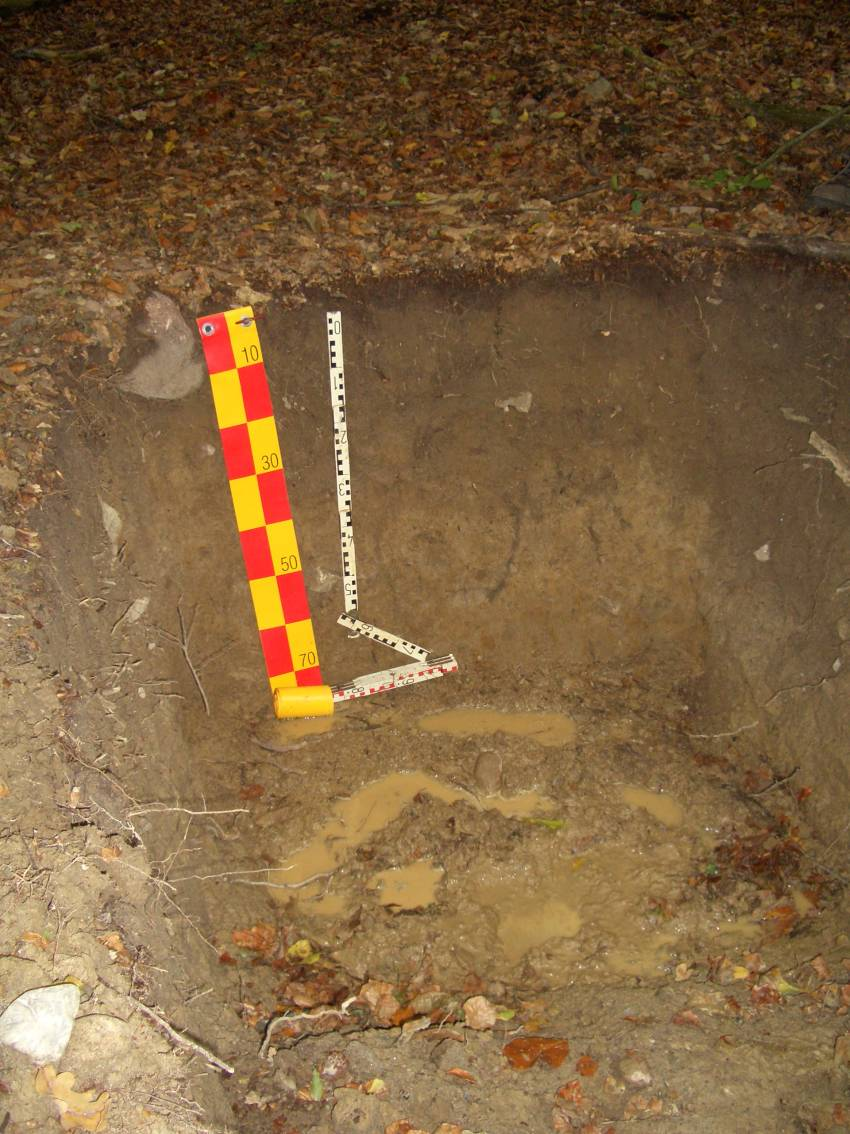
Fahlerde mit Pseudovergleyung auf dem Conower Werder (Feldberger Seenlandschaft)

Die Fahlerde ist ein Bodentyp aus der Klasse der Lessivés. Sie ist stärker versauert als die verwandte Parabraunerde, was zu deutlich stärkerer Tonverlagerung geführt hat. Sie kommt vor allem unter Löss und Geschiebemergel vor, aber auch auf lehmigen Sanden.

## Beschreibung
Bei der Fahlerde findet unter dem Humushorizont eine Tonverlagerung (Lessivierung) aus dem Al-Horizont in tiefere Bodenhorizonte mit anschließender Versauerung statt. Diese Versauerung bewirkt unter dem Humushorizont die Entstehung eines fahlgrauen Ael-Horizontes; der Übergang zum Bt-Horizont ist in der Regel verzahnt. Er ist ein typischer Übergangshorizont (hier Ael+Bt), der für die Fahlerde diagnostisch ist und Verzahnungshorizont heißt. Außerdem sind in ihm die Bodenaggregate im trockenen Zustand weiß gepudert, was eine Folge der Schluffverlagerung und Tonmineralzerstörung ist.
Die Fahlerde weist im Idealprofil die Horizontfolge Ah/Ael/Ael+Bt/Bt/C auf. Sie kommt verbreitet als Reliktboden vor. Ihre Verbreitung erstreckt sich auf die Feuchten Mittelbreiten der feucht-gemäßigten Klimazone Nordamerikas, Europas und Asiens. Genutzt werden Fahlerden bevorzugt als Weideland, auf Ackerstandorten neigen sie aufgrund der Schluffgehalte zu Bodenerosion. Weiterhin ist der Bt-Horizont anfällig für Pseudovergleyung.
Die Fahlerde war Boden des Jahres 2006.

## Systematik
In der Bundesrepublik Deutschland gehören Fahlerden zusammen mit den Parabraunerden zur Klasse der Lessivés (L) innerhalb der Abteilung Terrestrische Böden (Landböden).
In der internationalen Bodenklassifikation World Reference Base for Soil Resources (WRB) werden die meisten Fahlerden zu den Retisolen gezählt, doch können sie bei unzureichender Entwicklung der diagnostischen retic Eigenschaften auch, in Abhängigkeit ihrer Basensättigung, zu den Luvisolen oder Alisolen gehören.
Im US-amerikanischen Bodenklassifikationssystem Soil Taxonomy werden sie zu den Alfisols gezählt, z. B. Glossudalfs.